# Вонак
Вона́к (фр. Vaunac) — коммуна во Франции, находится в регионе Аквитания. Департамент — Дордонь. Входит в состав кантона Тивье. Округ коммуны — Нонтрон.
Код INSEE коммуны — 24567.

## География

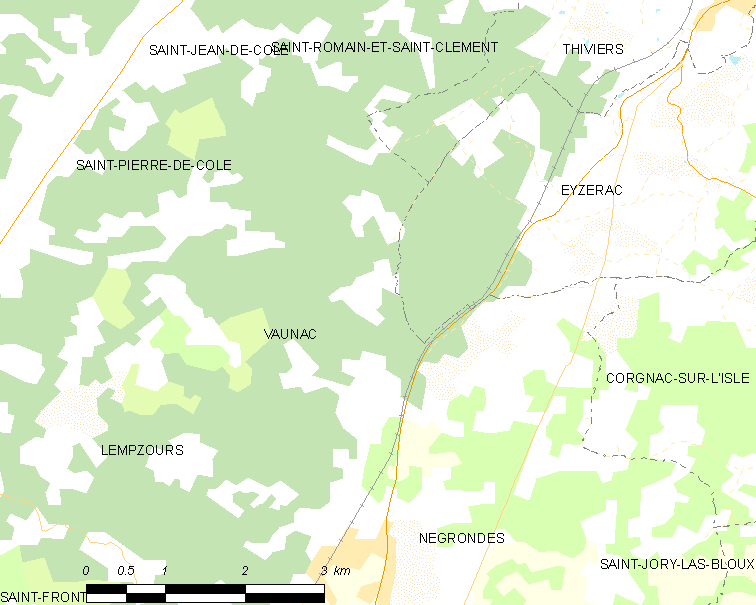
Карта коммуны

Коммуна расположена приблизительно в 410 км к югу от Парижа, в 130 км северо-восточнее Бордо, в 24 км к северо-востоку от Перигё.

### Климат
Климат умеренный океанический со средним уровнем осадков, которые выпадают преимущественно зимой. Лето здесь долгое и тёплое, однако также довольно влажное, здесь не бывает регулярных периодов летней засухи. Средняя температура января — 5 °C, июля — 18 °C. Изредка вследствие стечения неблагоприятных погодных условий может наблюдаться непродолжительная засуха или случаются поздние заморозки. Климат меняется очень часто, как в течение сезона, так и год от года.

## Население
Население коммуны на 2010 год составляло 260 человек.
| 1962 | 1968 | 1975 | 1982 | 1990 | 1999 | 2010 |
| ---- | ---- | ---- | ---- | ---- | ---- | ---- |
| 278  | 235  | 229  | 210  | 230  | 230  | 260  |

## Администрация
| Период | Период | Фамилия      | Партия       | Примечания           |
| ------ | ------ | ------------ | ------------ | -------------------- |
| 2001   | 2014   | Лилиан Ларош | беспартийная | профессор, пенсионер |
| 2014   | 2020   | Жан-Клод Жюж |              |                      |

## Экономика
В 2010 году среди 163 человек трудоспособного возраста (15-64 лет) 116 были экономически активными, 47 — неактивными (показатель активности — 71,2 %, в 1999 году было 64,5 %). Из 116 активных жителей работали 108 человек (55 мужчин и 53 женщины), безработных было 8 (5 мужчин и 3 женщины). Среди 47 неактивных 13 человек были учениками или студентами, 23 — пенсионерами, 11 были неактивными по другим причинам.

## Достопримечательности
- Церковь Св. Маврикия (XIX век)
- Замок Аллуа (XV век)

## Фотогалерея

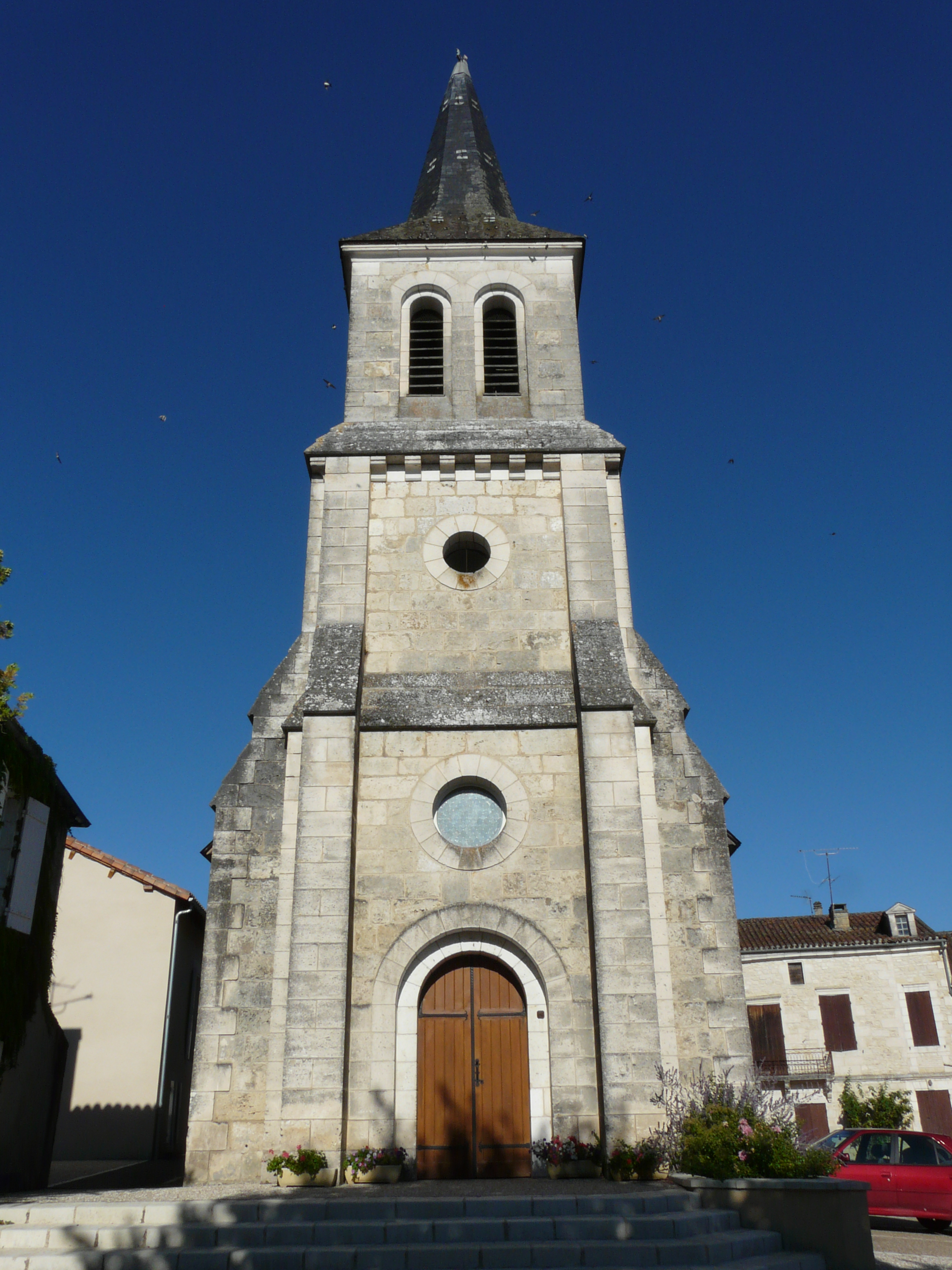
Церковь Св. Маврикия
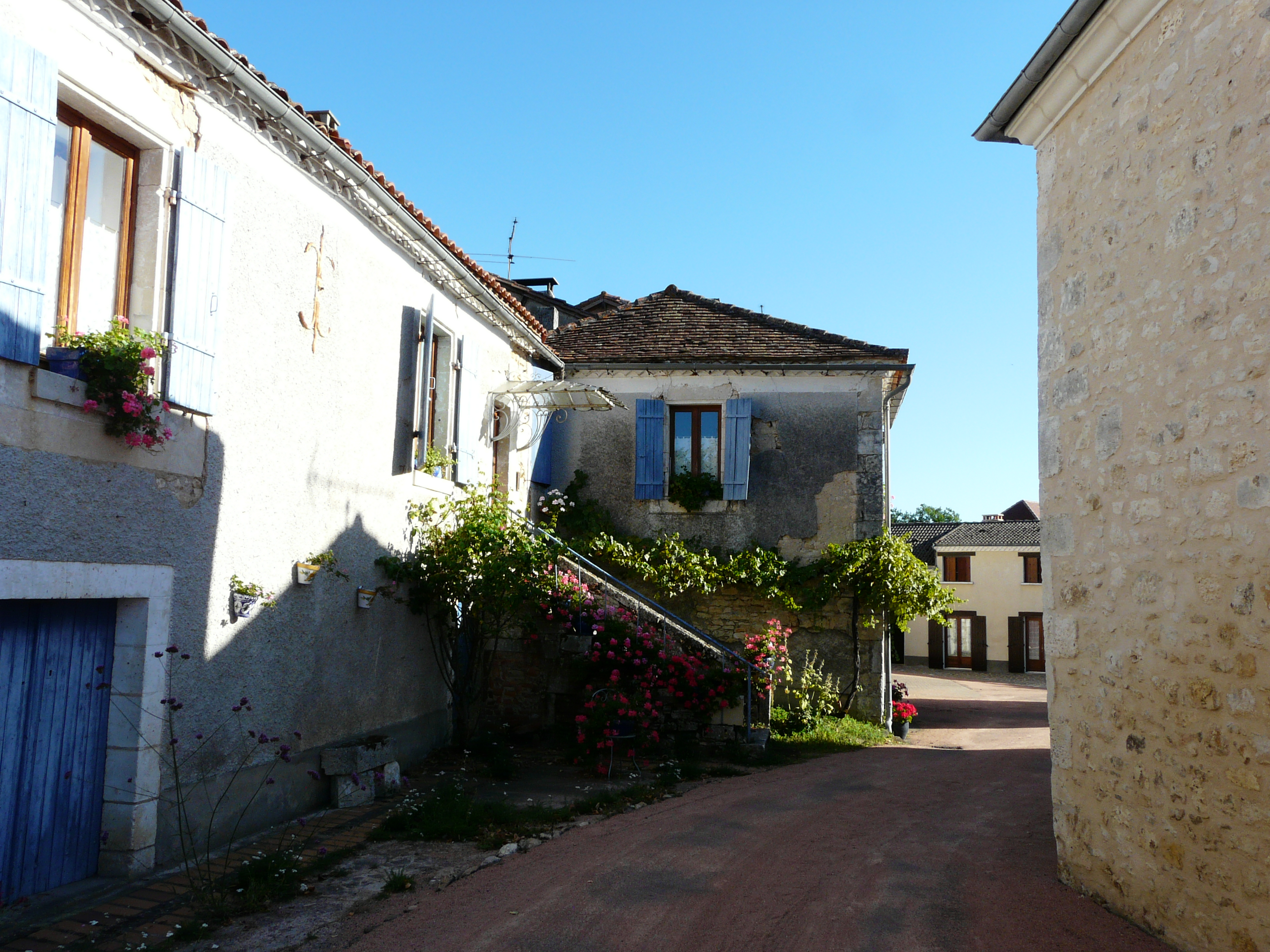
Улица Вонака
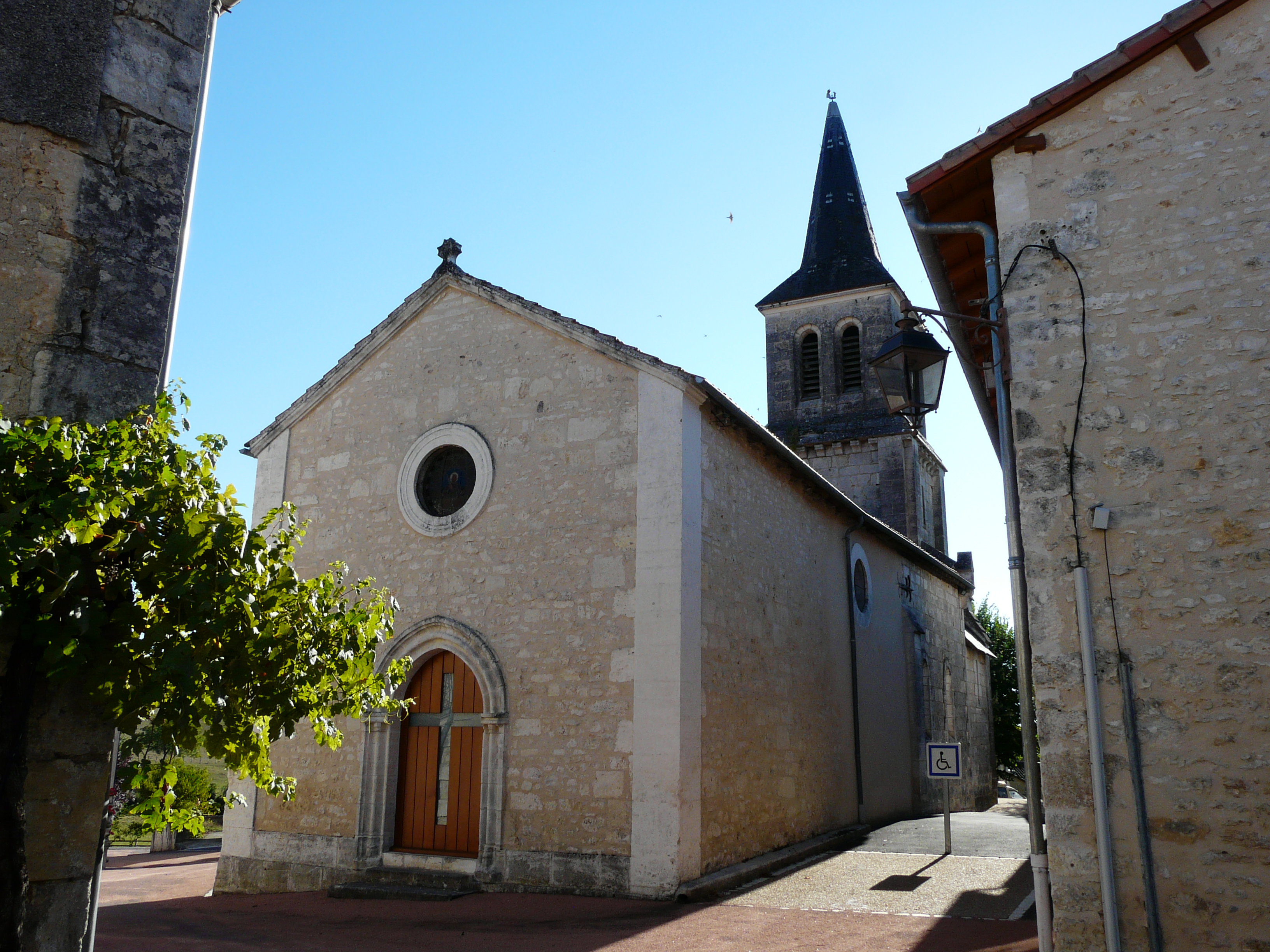
Церковь Св. Маврикия
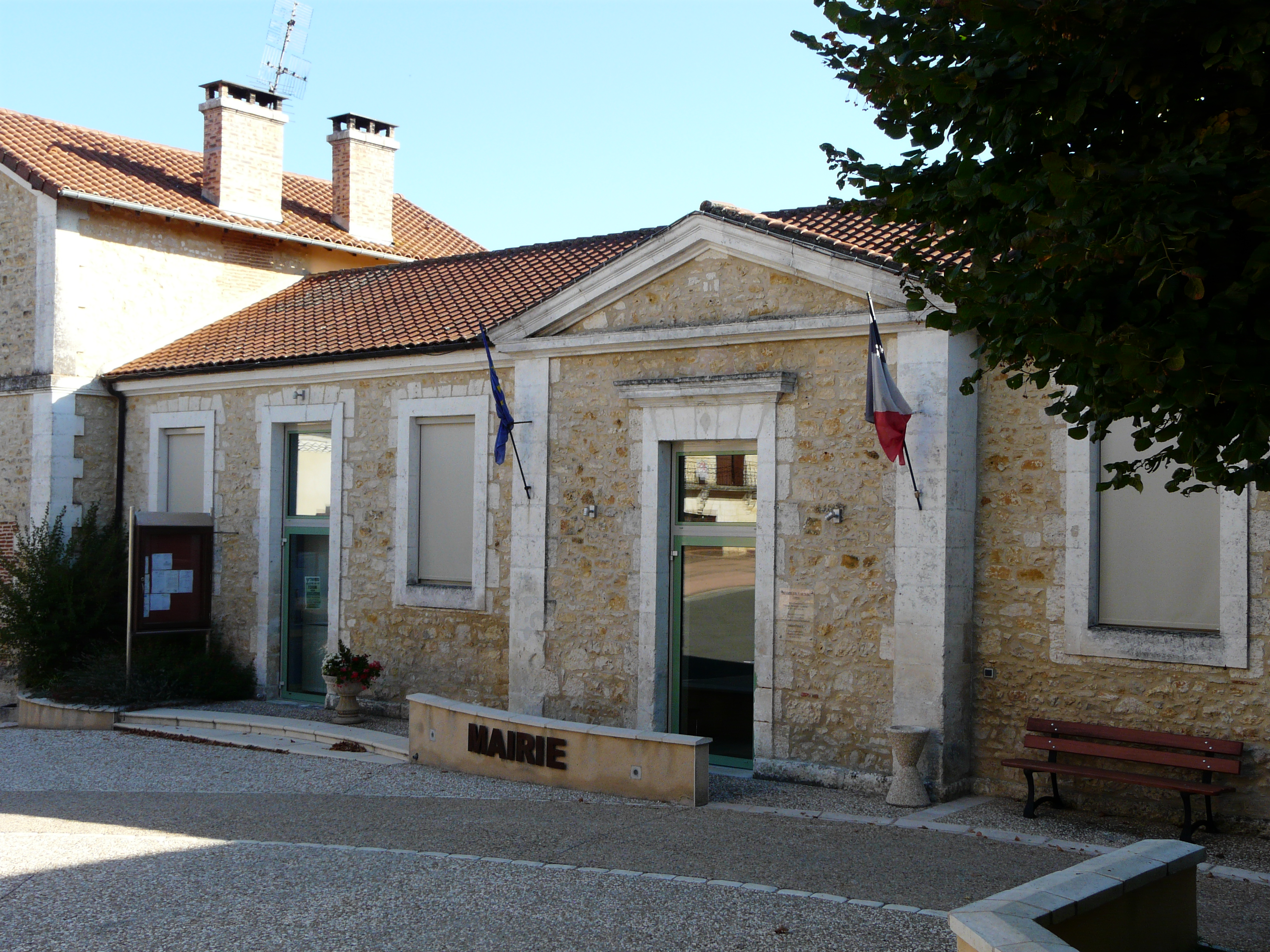
Мэрия
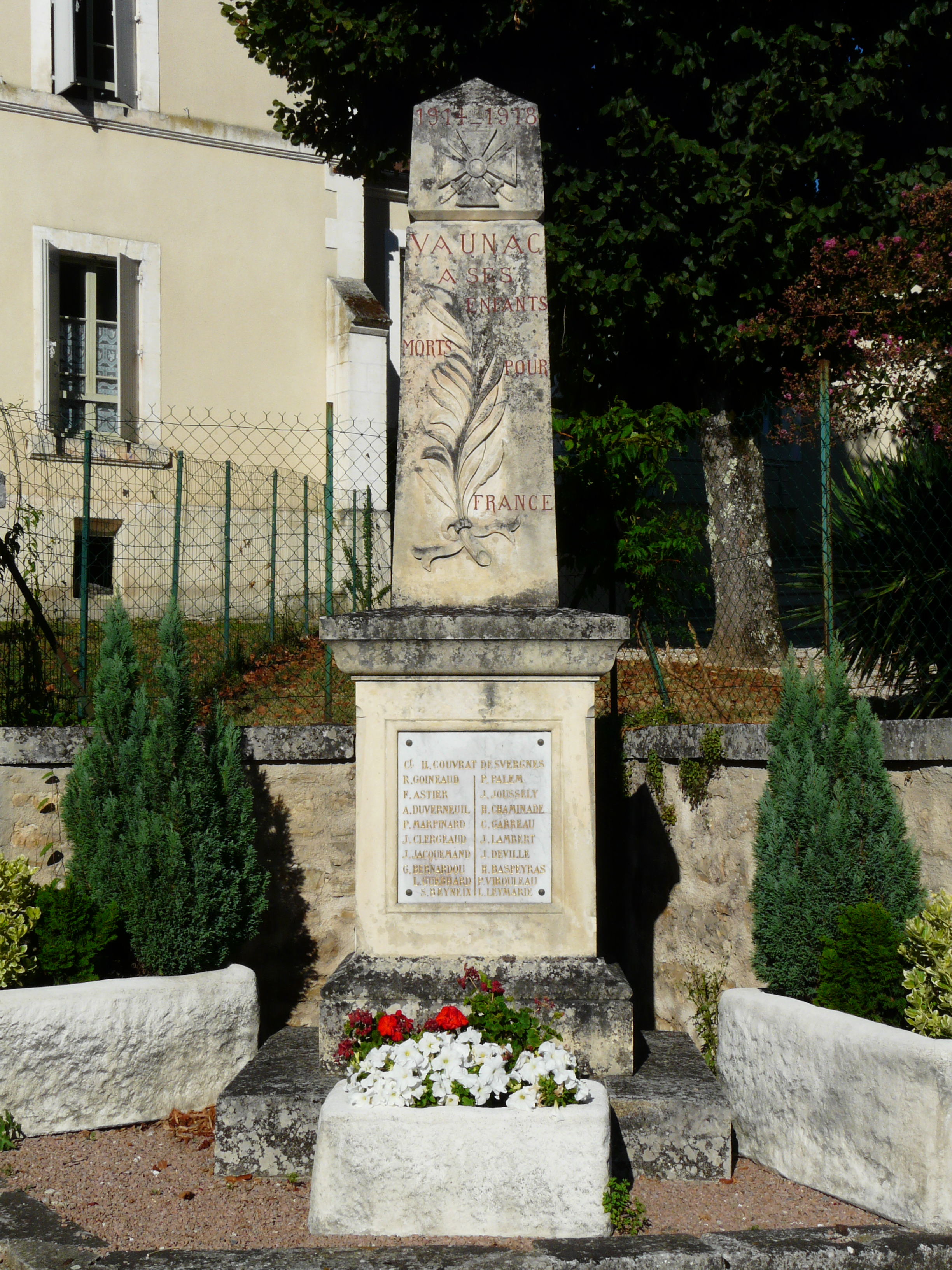
Военный мемориал